# Aporrhiza tessmannii
Aporrhiza tessmannii är en kinesträdsväxtart som beskrevs av Ernest Friedrich Gilg och Ludwig Radlkofer. Aporrhiza tessmannii ingår i släktet Aporrhiza och familjen kinesträdsväxter. Inga underarter finns listade i Catalogue of Life.